# Cady (Wisconsin)
Cady es un pueblo ubicado en el condado de St. Croix en el estado estadounidense de Wisconsin. En el Censo de 2010 tenía una población de 821 habitantes y una densidad poblacional de 9,1 personas por km².

## Geografía
Cady se encuentra ubicado en las coordenadas 44°54′25″N 92°11′29″O / 44.90694, -92.19139. Según la Oficina del Censo de los Estados Unidos, Cady tiene una superficie total de 90.27 km², de la cual 89.57 km² corresponden a tierra firme y (0.77%) 0.7 km² es agua.

## Demografía
Según el censo de 2010, había 821 personas residiendo en Cady. La densidad de población era de 9,1 hab./km². De los 821 habitantes, Cady estaba compuesto por el 97.2% blancos, el 0.24% eran afroamericanos, el 0.12% eran amerindios, el 0.97% eran asiáticos, el 0.24% eran isleños del Pacífico, el 0.85% eran de otras razas y el 0.37% pertenecían a dos o más razas. Del total de la población el 2.31% eran hispanos o latinos de cualquier raza.